# Borda do Campo
Pour les articles homonymes, voir Borda.
Borda do Campo est une ancienne paroisse civile portugaise (en portugais : freguesia) de la municipalité de Figueira da Foz dans le district et la région de Coimbra.
En août 1989, Borda do Campo devient une paroisse civile indépendante de Paião. Elle est réintégrée à Paião par la loi no 11-A/2013 du 28 janvier 2013 portant réorganisation administrative du territoire des freguesias.
La localité doit son nom à sa proximité avec les rizières (en portugais : campos de arroz).